# Benderska dragonregementet
Benderska dragonregementet var en dragonregemente inom svenska armén som verkade åren 1710–1715.

## Historia
Benderska dragonregementet sattes upp i Bender av svenskt manskap ur Karl XII:s slagna armé. Dock blev det aldrig ett fulltaligt regemente, då det bestod av endast två skvadroner. Efter att ha lämnat det Osmanska riket deltog regementet i försvaret av Svenska Pommern. Regementet var med vid första belägringen av Stralsund 1711. Belägringen började i augusti 1711 och avslutades när svenska trupper under general Magnus Stenbocks befäl landsattes i Svenska Pommern under hösten 1712. Den andra belägringen av Stralsund började den 12 juli 1715 och slutade med att den svenska garnisonen i Stralsund kapitulerade den 23 december 1715. I samband med kapitulationen gick större delen av regementet i fångenskap. Två officerare och 14 man lyckades komma undan och tog sig över till Sverige där de sattes in i Tyska dragonregementet 1716.

## Förbandschefer
- 1712–1715: Anders Koskull
- 1715–1716: Peter d'Origny